# Cúspide (anatomia)
Una cúspide és una estructura puntada, en projecció o elevada. En els animals generalment es fa servir per referir-se a les puntes elevades de les corones de les dents.
En odontologia es defineixen com a cadascuna de les puntes formades a l'extrem de fricció de les dents. Les dents multicúspides són aquelles que tenen diverses puntes, com ara les dents molars, i són típiques dels mamífers. Les dents canines dels humans tenen una sola cúspide, les premolars en tenen dues i les molars quatre o cinc.
Aquest concepte és fonamental per determinar certes qüestions en l'evolució dels éssers vius, tant en biologia com en paleontologia, car els rèptils, per exemple, tenen dents no diferenciades (totes amb la mateixa estructura i morfologia) que són monocúspides, mentre que alguns amniotes avantpassats dels mamífers ja tenien dents diferenciades que, més tard, esdevingueren multicúspides.
En anatomia, aquest terme també s'utilitza en cardiologia per referir-se als components de la vàlvula tricúspide i la vàlvula mitral del cor.

## Molars dels teris

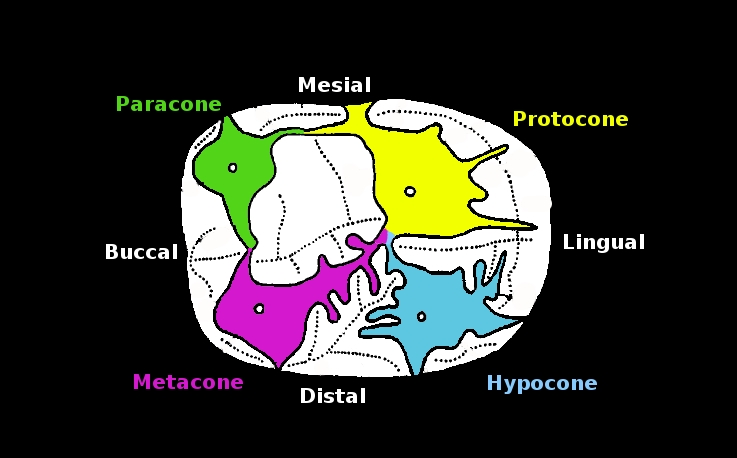
Molar superior dreta amb les quatre cúspides principals etiquetades

Els homínids i els altres mamífers teris presenten quatre cúspides principals a les dents molars superiors.

### Hipocon
L'hipocon es troba a la vora lingual distal de la dent. Encaixa en els solcs de les dents inferiors i és una adaptació per a la molta i l'esquinçament dels aliments mitjançant la superfície masticatòria de les dents. La seva força ve del gruix de l'esmalt, que varia d'una espècie d'homínid a l'altra. L'hipocon sembla haver evolucionat més de vint vegades de manera independent en diferents grups de mamífers durant el Cenozoic.

### Metacon
El metacon es troba en la zona bucal distal de la dent. Les crestes situades entre les cúspides són una adaptació per al tall dels aliments durant la masticació.

### Paracon
El paracon és l'anterior de les tres cúspides d'una molar superior primitiva. En les formes més derivades, es tracta de la principal cúspide anterior i exterior.

### Protocon
El protocon es troba a la zona mesiolingual de la dent. Les crestes situades entre les cúspides són una adaptació per al tall dels aliments durant la masticació.